# Naphthol AS
Naphthol AS (auch Naphtol AS) ist eine chemische Verbindung aus der Gruppe der Naphthole und Anilide, die als Kupplungskomponente (C.I. Coupling Component) für Entwicklungsfarbstoffe eingesetzt wird. Als einfachster Vertreter ist die Verbindung namensgebend für die Naphthol-AS-Kupplungskomponenten, die sich durch unterschiedlich substituierte Aniline ergeben.

## Geschichte
Von den Chemikern L. A. Laska, Arthur Zitscher und Adolf Winther wurde 1911 im Werk der K. Oehler Anilin- und Anilinfarbenfabrik Offenbach gefunden, dass sich das Anilid der 2-Hydroxynaphthalin-3-carbonsäure als Kupplungskomponente besonders gut eignet, um auf Baumwolle licht- und waschfeste Azofarbstoffe zu erzeugen. Dieser Typ von Kupplungskomponenten wurde von der Firma Griesheim-Elektron in Offenbach unter dem Handelsnamen Naphtol AS geschützt. Das Werk wurde später in Naphtol-Chemie Offenbach umbenannt.

## Herstellung und Eigenschaften
Naphthol AS lässt sich durch Reaktion von 3-Hydroxy-2-naphthoesäure mit Phosphortrichlorid und Anilin herstellen. Analog sind durch die Verwendung substituierter Aniline wie beispielsweise Toluidinen, Xylidinen und Anisidinen andere Naphthol-AS-Kupplungskomponenten zugänglich. Für die Stammverbindung wurde die Bezeichnung „Naphthol AS“ (AS für ‚Amid der Säure‘) gewählt, substituierte Derivate wurden mit nachfolgenden Buchstaben kenntlich gemacht (z. B. Naphthol AS-MX, Naphthol AS-TR).
Naphthol-AS-Derivate bilden mit Natronlauge Mono- und Dinatriumsalze, die sehr stark von Cellulose-Fasern adsorbiert werden.

## Färbeverfahren
Bei der Entwicklungsfärbung werden Baumwolltextilien mit Naphthol AS vorbehandelt und danach mit Diazoniumsalzen aromatischer Amine („Echtbasen“, „Echtsalze“, z. B. Echtrot TR-Base) versetzt. Durch die Azokupplung dieser Salze an die adsorbierte Kupplungskomponente entstehen besonders waschfeste Färbungen bzw. Farbstoffe. Durch die große Auswahl verschiedener Naphthol-AS-Derivate und Färbesalze ist nahezu jeder Farbton realisierbar.

## Anwendungen
Naphthol AS wird zur Färbung von Textilien eingesetzt. Die Derivate der Naphthol-AS-Phosphate (z. B. Naphthol-AS-MX-Phosphat) werden zur Immunfärbung mit einer alkalischen Phosphatase als Reporterenzym eingesetzt.